# 神代站 (長崎縣)
神代站（日语：／ Koujiro eki */?）是位於長崎縣雲仙市國見町，屬於島原鐵道的島原鐵道線車站。

## 歷史
- 1912年（大正元年）10月10日 - 神代町站（日语：／）啟用[1]。
- 1970年（昭和45年）6月30日 - 結束貨物業務。
- 1971年（昭和46年）8月1日 - 成為業務委託車站。
- 1987年（昭和62年）7月 - 新建車站大樓[2]
- 2000年（平成12年）10月7日 - 成為無人車站[3]。
- 2019年（令和元年）10月1日 - 改名為神代站。同時加設副站名「鍋島邸前」[4]

## 車站構造

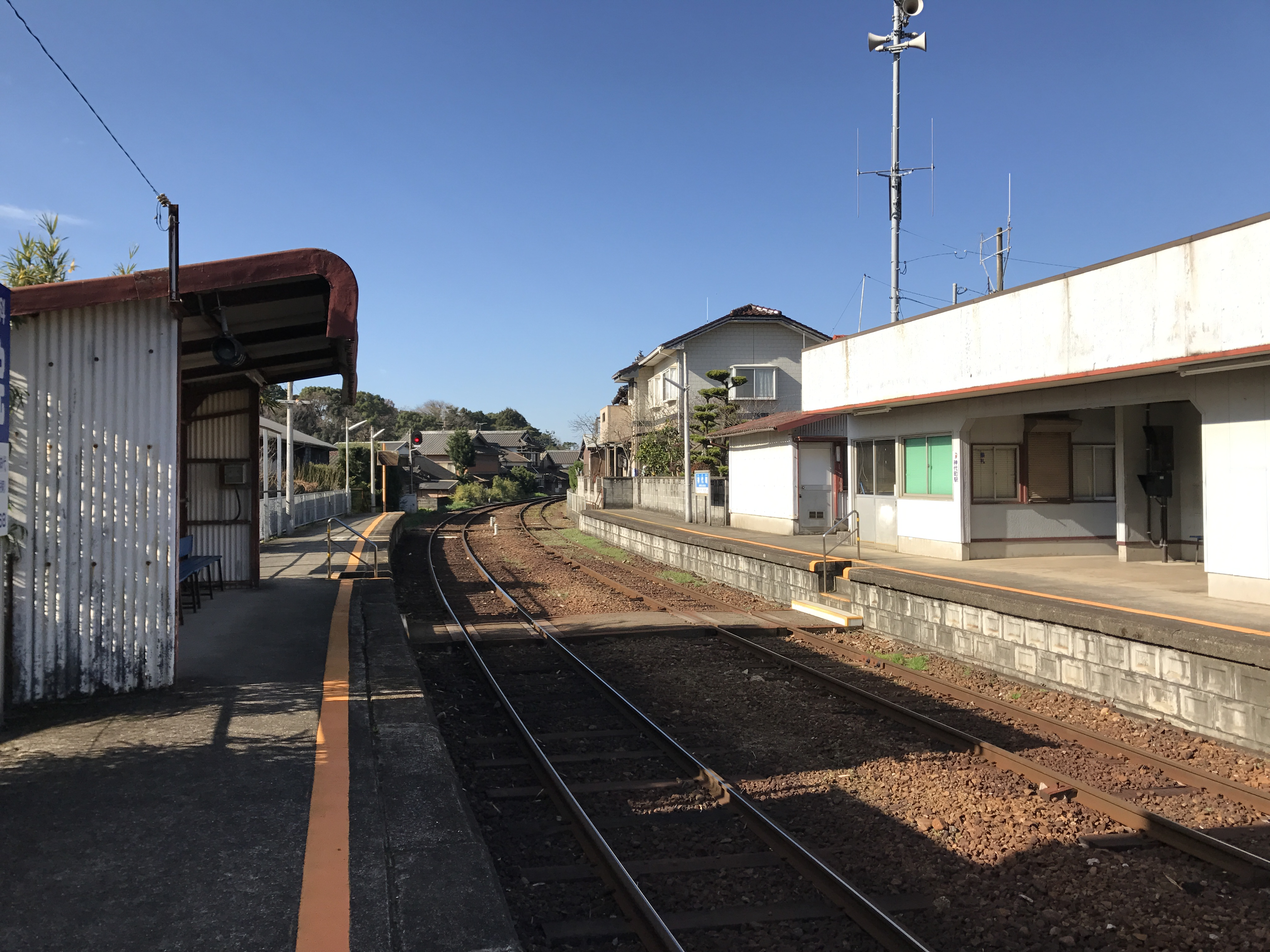
月台 (2017年1月)

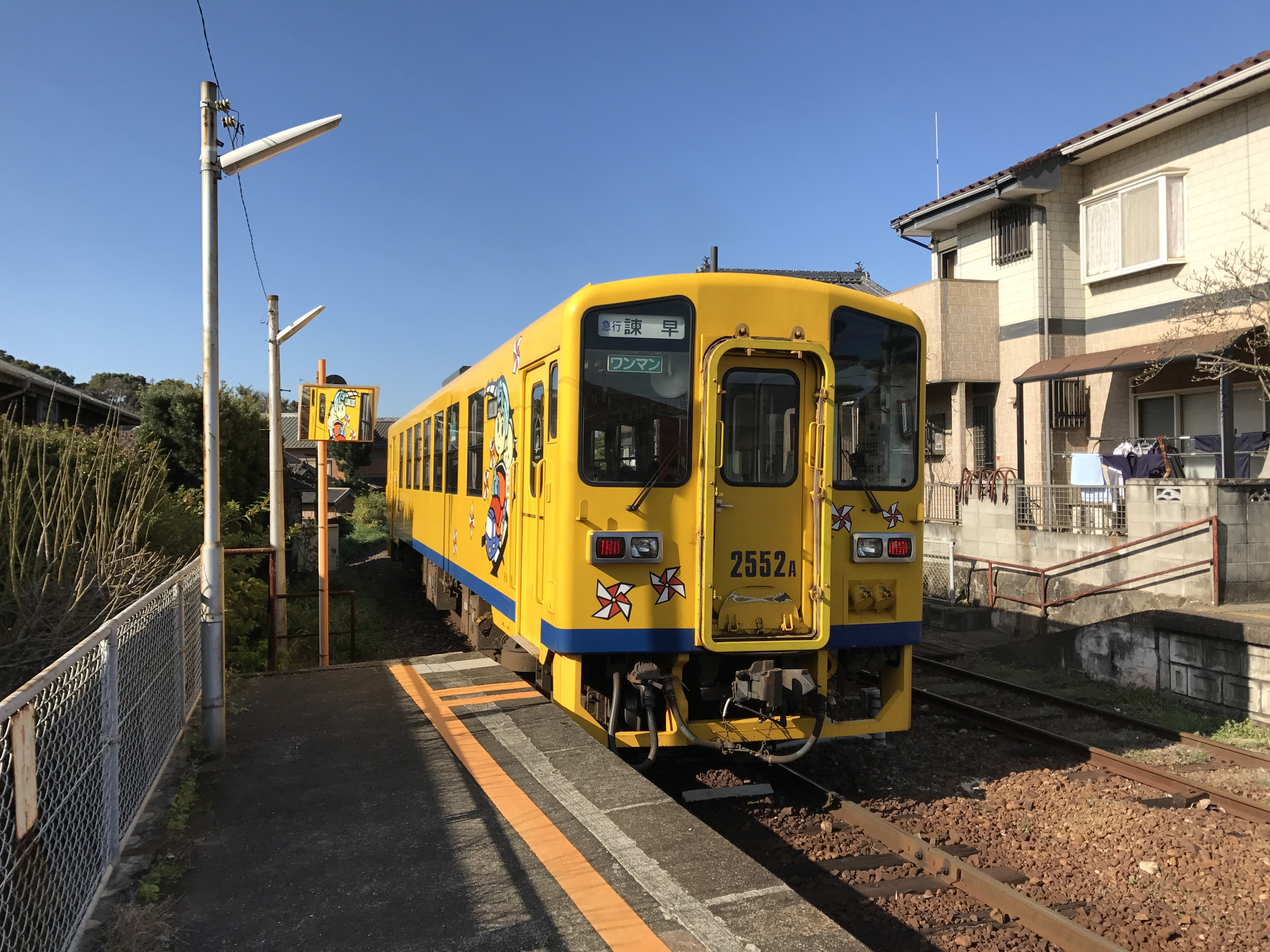
從車站出發前往諫早的急行列車

本站是地面車站，設有2面2線的相對式月台。兩月台之間透過站內平交道連接（沒有遮斷機和警報機）。站房位於北邊月台靠近多比良一方，南邊月台上設有候車室，站內則設有車站事務室、候車室和廁所。此站是無人車站，事務室窗口與檢票口已經落下百葉簾。

### 月台
| 月台             | 路線        | 上下行 | 方向             | 備註 |
| ---------------- | ----------- | ------ | ---------------- | ---- |
| 北邊（車站大樓） | ■島原鐵道線 | 下行   | 島原、島原港方向 |      |
| 南邊             | ■島原鐵道線 | 上行   | 本諫早、諫早方向 |      |

## 車站周邊
車站北邊靠近海邊處設有國道251號，沿國道上轉多商店。

### 公共設施
車站東南方
- 島原雲仙農業協同組合神代分店
- 雲仙市立神代小學（日语：雲仙市立神代小学校）

東北方國道上
- 雲仙警署（日语：雲仙警察署）雲仙北派出所（舊國見警署）

### 史蹟、觀光勝地等
- 鶴龜城（日语：鶴亀城）蹟
- 神代小路（日语：神代小路）地區（重要傳統的建造物群保存地區）
  - 鍋島邸 (國見神代小路歷史文化公園鍋島邸)（日语：国見神代小路歴史文化公園鍋島邸）
- 淡島神社
- 長濱海灘

## 使用狀況
在2013年度的一年總乘車人次為29,581人，下車人次為31,665人。
以下為近年一年總乘車人次和下車人次變化。
| 年度               | 一年總 乘車人次 | 一年總 下車人次 |
| ------------------ | --------------- | --------------- |
| 2000年（平成12年） | 51,898          | 51,120          |
| 2001年（平成13年） | 51,988          | 53,487          |
| 2002年（平成14年） | 45,988          | 48,014          |
| 2003年（平成15年） | 46,517          | 47,599          |
| 2004年（平成16年） | 43,148          | 43,071          |
| 2005年（平成17年） | 42,964          | 43,227          |
| 2006年（平成18年） | 34,715          | 36,765          |
| 2007年（平成19年） | 32,652          | 34,512          |
| 2008年（平成20年） | 30,924          | 36,731          |
| 2009年（平成21年） | 30,644          | 34,335          |
| 2010年（平成22年） | 29,775          | 32,603          |
| 2011年（平成23年） | 29,540          | 32,783          |
| 2012年（平成24年） | 29,031          | 30,844          |
| 2013年（平成25年） | 29,581          | 31,665          |

## 相鄰車站
島原鐵道
■島原鐵道線
普通、急行
西鄉－神代－多比良

## 注腳
1. ↑  「軽便鉄道運輸開始」『官報』1912年10月19日（國立國會圖書館數碼化收藏）
2. ↑  《島原鐵道100年史》島原鐵道，2008年，141頁
3. ↑  《島原鐵道100年史》島原鐵道，2008年、145頁
4. ↑  「10月以降の鉄道・バスの各種変更について」島原鉄道　お知らせ　2019年8月23日 （页面存档备份，存于）（日語）
5. ↑  第62版（平成27年）長崎統計年鑑 （页面存档备份，存于）（日語） - 長崎縣
6. ↑  長崎縣統計年鑑  （页面存档备份，存于）（日語），2020年9月5日參閲

## 外部連結
- 神代站 - 島原鐵道 （页面存档备份，存于）（日語）